# Grace City
Grace City – miasto w Stanach Zjednoczonych, w stanie Dakota Północna, w hrabstwie Foster.